# كارل لودفيغ شميت
كارل لودفيغ شميت (بالألمانية: Karl Ludwig Schmidt)‏ هو عالم عقيدة ألماني، ولد في 5 فبراير 1891 في فرانكفورت في ألمانيا، وتوفي في 10 يناير 1956 في بازل في سويسرا.

## وصلات خارجية
- كارل لودفيغ شميت على موقع مونزينجر (الألمانية)